# Oligodranes humbug
Oligodranes humbug är en tvåvingeart som beskrevs av Neal L. Evenhuis 1985. Oligodranes humbug ingår i släktet Oligodranes och familjen svävflugor.
Artens utbredningsområde är Kalifornien. Inga underarter finns listade i Catalogue of Life.